# Gulf Finance House
Gulf Finance House est une banque d'investissement islamique bahreïnienne ayant fait partie de l'indice S&P/IFCG Extended Frontier 150  (qui représentait la performance de 150 des principales capitalisations boursières des marchés frontières). Elle a été fondée en 1999.